# Warhammer Quest
Warhammer Quest ist ein Brettspiel, das sich an Fantasy-Rollenspiele anlehnt. Das Spiel von Andy Jones erschien 1995 auf englisch bei Games Workshop und ähnelt dem Brettspiel HeroQuest, das 1989 unter der Mitarbeit von Games Workshop erschien. Die Neuauflagen Warhammer Quest: Silver Tower von 2016 und Warhammer Quest: Shadows Over Hammerhal von 2017 erschienen auch auf Deutsch.

## Spielprinzip
In Warhammer Quest spielen die Teilnehmer eine Gruppe von Helden – in der Grundversion Barbar, Zauberer, Zwerg und Elf – die alle unterschiedliche Fähigkeiten und Ausrüstung haben. Gemeinsam durchsuchen sie Verliese (Dungeons) nach Monstern (Gegnern) und Schätzen (Belohnungen). Dabei werden detaillierte bemalbare Plastikfiguren von Citadel (Games Workshop) verwendet. Gespielt wird kooperativ, das heißt alle Spieler spielen gegen das Spiel. Dabei werden das Abenteuer, das Verlies sowie die Monster und Schätze zufällig ermittelt. Man kann das Spiel auch mit Spielleiter spielen, dieser konzipiert dann das Abenteuer, baut das Verlies und platziert die Monster und Schätze. Gekämpft wird mittels eines sehr einfachen und unkomplizierten Würfelsystems. Es gibt verschiedenste Zusatzregeln im role-playing book, die das Spiel mit Begegnungen auf Reisen und in Städten in Richtung Pen-&-Paper-Rollenspiel erweitern. Die Helden können sich dabei in Stufen weiterentwickeln und dann in den Verließen immer mächtigeren Monstern begegnen, für die Citadel die passenden Modelle anbot.
Die Hintergrundgeschichte des Spiels basiert auf der Warhammer-Welt von Games Workshop und den daraus bekannten Fantasyspielen und Tabletops. Allerdings treten hier keine Armeen gegeneinander an, sondern eine kleine Heldengruppe im typischen Rollenspielstil gegen eine relativ überschaubare Anzahl von Gegnern.

## Erweiterungen
Games Workshop brachte eine Reihe von großen und kleinen Erweiterungen für Warhammer Quest heraus:

### Miniatures and Adventure Packs
- 1995: Lair of the Orc Lord[1]
- 1995: The Catacombs of Terror[2]

Bei den "Miniatures and Adventure Packs" handelt es sich um große Erweiterungen mit neuen Spielregeln, Quests, Räume, Gänge, Spielkarten und Miniaturen. In den Packs sind nicht alle zum Spielen benötigte Miniaturen enthalten und diese mussten extra dazu gekauft werden.

### Mail-Order Expansions
- 2000: Pits & Traps

Diese Erweiterung war nur im Games Workshop Versandhandel erhältlich. Sie enthielt eine Spielanleitung, 2 neue Räume und 2 Spielmarken. Sie gehört zu den seltensten Warhammer Quest Artikeln.

### Character Packs
- 1995: Chaos Warrior[3]
- 1995: Elf Ranger[4]
- 1995: Imperial Noble[5]
- 1995: Pit Fighter[6]
- 1995: Dwarf Trollslayer[7]
- 1995: Wardancer[8]
- 1995: Warrior Priest[9]
- 1996: Witch Hunter[10]
- 1997: Bretonnian Knight[11]

Die "Character Packs" enthalten je 1 neue Heldenfigur, 1 Anleitung mit Regeln zur Figur und das für die Figur benötigte Spielmaterial.

### Card Packs
- 1995: Treasure Cards Pack #1 mit 54 neuen Schatzkarten[12]
- 1995: Treasure Cards Pack #2 mit 54 neuen Schatzkarten[13]
- 1995: Treasure Cards Pack #3 mit 54 neuen Schatzkarten[14]
- 1995: Blanko Event Cards mit 17 leeren Monster Karten und 4 leeren Ereigniskarten um eigene Karten zu erstellen.

### Deathblow Magazin
Deathblow war ein spezielles Warhammer Quest Magazin, es bestand aus nur drei Ausgaben. Deathblow enthielt Artikel von Autoren, die nicht bei Games Workshop angestellt waren, sowie Artikel aus dem White Dwarf und dem Citadel Journal und enthielt neue Abenteuer und eine Auswahl anderer Warhammer Quest bezogener Artikel.
Deathblow #1
- Down Town
- The Bank
- Eyes of Doom
- Dangerous Dwarfs
- Spawn of the Old Ones
- Rumble in the Jungle
- Claws of the Bear
- Njet Comrade
- You Thieving Little B*****!
- You Ain't Seen Me, Right?
- Wotchoo lookin' At?

Deathblow #2
- The Shattered Amulet
- The Return of The Dark Queen
- Aaarh, Me Spleen
- Creatures of Darkness
- A Horror Awakens
- On the Waterfront
- Lost Kingdoms
- Oi! Get off me Juniper Bushes!
- Mine's a Pint... Hic!
- Aaarrr, Me hearties
- The Dungeon Architects
- Hot From The Forges

Deathblow #3
- Arabian Nights
- Out of the darkness
- The Good, The Bad and the Rotting
- The Low Life and the High Life
- Questions and Answers
- Lord of Aenarion

### White Dwarf Ausgaben mit Inhalten für Warhammer Quest
Begleitend zu Warhammer Quest produzierte Games Workshop eine Reihe von Artikeln in ihrem White Dwarf Magazin, welche dem Spiel zusätzliche Elemente wie neue Räume, Quests, Regeln und Karten hinzufügten.
- WD 184: Ankündigung des Grundspiels.
- WD 185: "Mission Impossible" Artikel mit Raum und Karte für "The Gaol", eine neue Quest und Sonderregeln für Geheimgänge.
- WD 186: "Flames of Khazla" Artikel: Raum, Karte und Regeln für die "Flames of Khazla" neue Quest.
- WD 187: "Lair of the Orc Lord" Artikel: mit Informationen zur neuen Erweiterung und 4 neuen Schatzkarten.
- WD 188: "Creatures of Darkness" Artikel: Anleitung zum Erstellen eigener Monsterkarten.
- WD 189: "The Darkness Below" Artikel: eine Reihe von neuen Regeln zur Gestaltung von Verliesen.
- WD 190: "Dark Secrets" Artikel: neue Karten, die ein Krieger nehmen kann, um einem Abenteuer oder dem Hintergrund Geschichte des Kriegers ein zusätzliches Element hinzuzufügen.
- WD 191: "A Horror Awakens" Artikel: wie man drei neue Abenteuer miteinander verbindet und zwei neue Schatzkarten. Präsentation eines großartigen Warhammer Quest-Dioramas des legendären Miniaturmalers Mike McVey.
- WD 192: "Into the Depths" Artikel: Noch mehr Abwechslung durch die Gestaltung von Verliesen. Außerdem wurden 4 neue Spielbrettabschnitte hinzugefügt (Collapsed Passage, Into the Dark/Spiral Staircase und Dead End).
- WD 193: "A Dungeon of Your Own" Artikel: Leere Ereigniskarten mit Monstern und Ereignissen versehen. Enthält vier neue Ereigniskarten.
- WD 194: "Well Met!" Artikel: Zusammenstellen von Krieger Gruppen Vor- und Nachteile.
- WD 195: "Domain of the Horned Rat" Artikel: Einführung von Verliese mit Skaven, ein neues Monster (the Rat Golem) & ein neuer Raum – (Quirrik's Laboratory).
- WD 196: "On the Waterfront" Artikel: Teil 1 eines Artikels über Auslandsreisen. Es ging um Reisen in ferne Länder, um die Vorstellung von Küstenstädten und um Regeln für die Suche nach einem Schiff und einem Kapitän, um die Meere zu befahren.
- WD 197:– "Lost Kingdoms" Artikel: Teil 2 eines Artikels über Auslandsreisen, einschließlich der Schifffahrt und der Ereignisse auf dem Meer, wenn die Krieger beschließen, in ferne Länder zu segeln.
- WD 198: Warhammer Quest Fragen & Antworten.
- WD 199: "Getting Out Once In A While" Artikel: Teil 1 eines Artikels über das Umwandeln deiner Krieger für den Einsatz in Warhammer Fantasy.
- WD 200: "Getting a Breath of Fresh Air" Artikel: Teil 2 eines Artikels über das Umwandeln deiner Krieger für den Einsatz in Warhammer Fantasy.
- WD 201: "A Green and Pustulant Land" Artikel: Einführung einer Mini-Kampagne zum Thema Nurgle.
- WD 202: "Out of the Darkness" Artikel: Einführung von Abenteuern außerhalb der Verliese.
- WD 204: "Room For Improvement" Artikel: Verbesserung der Verliese sowie Einführung eines neuen Bretterabschnitts (The Sewer) und einer neuen Chaos Slaanesh Quest.
- WD 208: Ein Rückblick auf 2 Jahre Warhammer Quest.

## Spätere Versionen und Varianten

### Warhammer Quest: Das Abenteuerkartenspiel
Ein kooperatives Kartenspiel für 1 bis 4 Spieler, bei dem es inhaltlich um dasselbe Thema geht, welches jedoch regeltechnisch mit Spielkarten abläuft.

### Warhammer Quest: Silver Tower

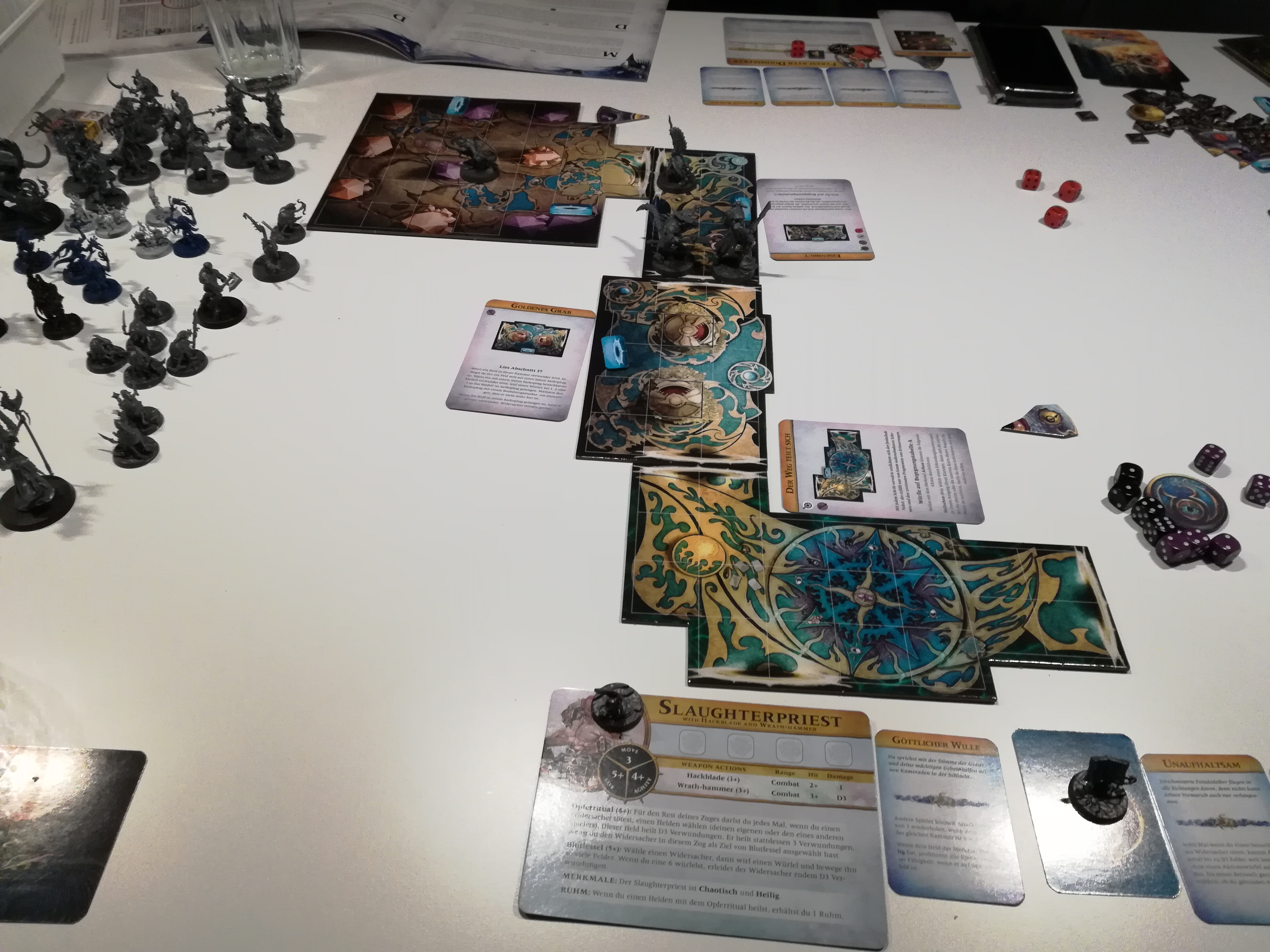
Spielsituation aus dem Brettspiel Warhammer Quest: Silver Tower

Silver Tower erschien 2016. Bei dieser neuen Variante spielen vier Spieler gemeinsam gegen das Spiel, es kommt komplett ohne Spielleiter aus, der die Bösewichte steuert. Stattdessen bedient sich das Spiel an Elementen der Fighting Fantasy, bei denen die Seiten und Kapitel des Questbuchs ausgewürfelt werden.
Außerdem wurde die Handlung ins „Zeitalter des Sigmar“ verlegt, die nach der Zerstörung der Warhammer-Fantasy-Welt spielt.

### Warhammer Quest: Shadows Over Hammerhal
Beim 2017 erschienenen Shadows Over Hammerhal handelt es sich im Grunde um eine Neuauflage des alten Warhammer Quest. Größter Unterschied ist, dass die Zeitlinie wie bei Silver Tower im „Zeitalter des Sigmar“ stattfindet. Anders als bei Silver Tower übernimmt bei Shadows Over Hammerhal wieder ein Spieler die Rolle des bösen „Overlords“, der die Monster und Bösewichte im Dungeon steuert. Außerdem wird immer fest mit vier Heldencharakteren gespielt. Sollte die dafür benötigte Zahl von fünf Spielern nicht erreicht werden, übernehmen die vorhandenen Spieler zusätzlich weitere Rollen, so dass vier Helden agieren können.

### Erweiterungen für Silver Tower und Shadows Over Hammerhal
Beide Spiele verwenden dieselbe Regelmechanik, durch diese Designentscheidung sind Erweiterungen für beide Spiele verwendbar. Außerdem können beide Spiele als Erweiterung untereinander fungieren, da man ihre Figuren im jeweils anderen Spiel verwenden kann.

#### Mighty Heroes
Dieses Set enthält vier weitere spielbare Helden:
- einen Tzeentch Sorcerer Lord
- einen Khorne Slaughterpriest
- einen Knight-Venator der Stormcast Eternals
- einen Auric Runemaster der Fyreslayers

#### Arcane Heroes
Dieses Set enthält fünf weitere spielbare Helden:
- einen Grauen Propheten der Skaven
- einen Chaos-Zauberer
- einen Knight-Heraldor der Stormcast Eternals
- eine Dunkelelfen-Hexe
- einen Skink Priester

#### Heldenkarten
Die Heldenkarten enthalten Regeln für 44 zusätzliche Helden, die es ermöglichen, Figuren aus Age of Sigmar als Helden für Warhammer Quest zu verwenden.

#### Widersacher-Karten für Chaosanhänger
Die Karten enthalten Regeln für 41 Chaos-Widersacher, die es ermöglichen, einige der "bösen" Helden aus Warhammer Quest und weitere Figuren aus Age Of Sigmar als Widersacher zu verwenden.

#### White Dwarf Ausgaben mit Inhalten für (das neue) Warhammer Quest
Der White Dwarf ist das monatlich erscheinende Magazin von Games Workshop.
- September 2016: Grombrindal The White Dwarf Heldenkarte
- Februar 2017: Tzaangor Shaman Heldenkarte, Tzaangor Enlightened und Tzaangor Skyfires Widersacherregeln (auch enthalten in den Widersacherkarten)
- März 2017: Slambo Heldenkarte
- Mai 2017: Kharadron Overlords Heldenkarten (Aether-Khemist, Aetheric Navigator, Arkanaut Admiral, Endrinmaster).
- Dezember 2017: 12 zusätzliche Karten, Regelerweiterung und Szenario für Shadows Over Hammerhal
- Januar 2018: Regelerweiterung und Szenario für Shadows Over Hammerhal
- Februar 2018: Regelerweiterung und Szenario für Shadows Over Hammerhal

### Computerspiele
Seit 2013 gibt es Computerspiel-Umsetzungen des Spiels für Windows, Linux, macOS, Nintendo Switch, PlayStation, Xbox, Android und iOS.